# 约翰·朱利叶斯·沃尔鲍姆
约翰·朱利叶斯·沃尔鲍姆（德語：Johann Julius Walbaum，1724年6月30日—1799年8月21日）是位18世纪的德国医生、自然历史学家、鱼类学家、动物群分类学家。 

## 工作
沃尔鲍姆是第一个发现外科手术中可以用手套来防止感染的人。他在1758年所用手套是使用羊的盲肠所制，因为当时橡胶还没有被发明。
作为鱼类学家，沃尔鲍姆描述并命名了二十多种在偏远地区不被当时欧洲人所知的鱼类，包括大鱗魣、西伯利亚远东堪察加河的狗鲑和虹鳟、以及巴西圣弗朗西斯科河的银色鲮脂鲤。

## 遗产
在1893年开放的吕贝克自然历史博物馆（Naturhistorische Museum）就是以收集沃尔鲍姆的科学作品而闻名，但是在大部分展品在第二次世界大战中遗失。